# Masia de l'Horta
La Masia de l'Horta és un mas al terme municipal de Gavà (Baix Llobregat) catalogat l'Inventari del Patrimoni Arquitectònic de Catalunya. Edifici de planta quadrada, planta baixa, pis i coberta a dues vessants de teula àrab. No guarden composició simètrica els seus buits de façana. Porta d'accés amb arc carpanell rebaixat; llindes i brancals de pedra picada i rellotge de sol, imbricacions i ràfec. La seva imatge actual és fruit de reformes i edificacions diverses. A la tanca que bordeja el mur, encara es conserven espitlleres de defensa.
El nom de Ca n'Horta, estretament vinculat amb el Castell de la Roca, era conegut com a "Horta del Baró"; també hi ha referències en el fogatge del rei Pere III, l'any 1365. Aquesta masia va canviar moltes vegades de propietari. Ací, a mitjans del s. XVIII, va ésser comprada per Fc. Busquets, i més tard, aquesta família va unir-se amb la de Vayreda, propietaris actuals (?). Damunt de la llinda d'una finestra hi ha la data de 1653, l'any 1700 es troba inscrit a l'era i la data 1837 és a la porta del corral que hi ha enfront de l'era.